# Mosteiro de Aparank
Mosteiro de Aparank ou Aparanq (em armênio/arménio:  Ապարանք), ou Mosteiro da Vera Cruz de Aparank, é um mosteiro armênio localizado na atual Turquia, província de Vã, perto da cidade de Baquechessarai. Foi encontrado dentro das fronteiras da histórica província armênia de Moxoena.
O mosteiro foi fundado no século X para abrigar uma relíquia da Verdadeira Cruz. A igreja foi restaurada e expandida no século XVII, e foi abandonada durante a primeira metade do século XX após o genocídio armênio. Antes do genocídio, consistia nas igrejas de São João Batista, Santa Mãe de Deus e as capelas de Santo Estêvão e dos Santos Apóstolos, um gavite, uma fonte e um hotel.

## Localização
O mosteiro está localizado no planalto armênio de Aparank e está a 2.400 metros (7.900 pés) acima do nível do mar, no lado sudoeste de Vankin Dağ (Sarikhats). Fica a noroeste da cidade de Aparank (Veras em curdo) e 20 quilômetros (12 milhas) ao sul de Bahçesaray na província de Vã, Turquia.
Historicamente, o complexo estava localizado no município de Mamrtank/Mirja, na ascar de Moxoena.

## História
A fundação do mosteiro é conhecida por causa do panegírico escrito para a ocasião por Gregório de Narek, a História da Santa Cruz de Aparank.
Este mosteiro é uma parte importante da entrega de uma relíquia da Verdadeira Cruz pelos imperadores bizantinos Basílio II e Constantino VIII, a caminho de assinar com o reino de Vaspuracânia, no qual a ascar de Moxoena está integrada desde o reinado de Cacício I de Vaspuracânia. A relíquia foi inicialmente mantida na igreja São João Batista, fundada em 950 por um padre Davi, cuja santidade é a origem do suprimento de imperadores segundo Gregório de Narek. Foi então levada para a Igreja da Mãe de Deus, erguida por seu sucessor, o abade e bispo Estêvão, e que foi solenemente consagrada em 983, na presença de Asócio Isaque de Vaspuracânia e seus irmãos Gurgenes Cachique de Vaspuracânia e João Senaquerim.
Um importante centro cultural no século XV,  o mosteiro foi reformado em 1629,  e ampliado nos anos seguintes pelo abade Simeão.
Foi abandonado no início do século XIX e transformado em fazenda pelos curdos na segunda metade. O estauroteque de ouro desapareceu.